# زاویه دو مونتپن
زاویه دو مونتپن (به فرانسوی: Xavier de Montépin) رمان‌نویس قرن نوزدهم میلادی اهل فرانسه است.